# 恺氏盗蛛
恺氏盗蛛（学名：Pisaura kishidai）为盗蛛科盗蛛属的动物。在中国大陆，分布于河北等地。该物种的模式产地在河北。